# Whiskas
Whiskas is een merk kattenvoer dat wereldwijd vermarkt wordt. Whiskas wordt geproduceerd door Mars, dat sinds 1935 actief is op de markt voor diervoeding. 
De merknaam Whiskas is afgeleid van Whiskers: de Engelse vertaling van 'snorharen' (van een kat).

## Product
Whiskas heeft vleesvarianten en droge varianten (brokken), in tal van verpakkingseenheden zoals blikjes, kuipjes en maaltijdzakjes. Ook zijn er snacks voor katten en is er speciale kattenmelk, de Whiskas Cat Milk. De vleesvarianten bevatten de volgende ingrediënten of combinaties van ingrediënten: granen, rundvlees, konijn, lam, kalkoen, eend, zalm, tonijn en groenten, in gelei of jus, of in patévorm. De droge varianten bevatten granen, groenten en vlees. De fabriek produceert kattenvoer speciaal voor kittens, volwassen katten en oudere dieren en houdt zo rekening met de specifieke voedingsbehoeften van katten in alle leeftijdscategorieën. Er zijn tevens organische varianten verkrijgbaar.

## Achtergrond
De kat is een populair huisdier in Nederland. Meer dan drie miljoen huiskatten consumeren jaarlijks voor honderden miljoenen euro's aan kattenvoeding. 
Een bekende Nederlandstalige reclameslagzin van Whiskas is Als het aan de kat lag, kocht ze Whiskas. Deze slagzin werd sinds de jaren '80 gebruikt en is in 2009 iets verkort tot Als het aan de kat lag... Whiskas. Ook in andere talen worden soortgelijke slagzinnen gebruikt. De Britse korthaar is wereldwijd de ster in alle recente Whiskasreclames.